# Причалесня
Причалесня (бел. Прычалесня) — деревня в Чечерском районе Гомельской области Белоруссии. Входит в состав Меркуловичского сельсовета.

## География

### Расположение
В 14 км на северо-запад от Чечерска, 40 км от железнодорожной станции Буда-Кошелёвская (на линии Гомель — Жлобин), 68 км от Гомеля.

### Гидрография
На востоке, севере и западе речка Глуховка соединённая с рекой Чечора (приток реки Сож).

## Транспортная сеть
Транспортные связи по просёлочной дороге, потом по шоссе Довск — Гомель. Планировка состоит из прямолинейной улицы, ориентированной с юго-запада на северо-восток, вдоль канала, и застроенной двусторонне деревянными усадьбами.

## История
Согласно письменным источникам известна с 1765 как слобода Причалесница Чечерского староства Речецкого повета Минского воеводстваСогласно ревизии 1858 года деревня Причалесня. В 1871 году жители захватили участок помещичьего леса, о чём граф И. И. Чернышов-Кругликов сообщал министру внутренних дел. В 1880 году работал хлебозапасный магазин. Согласно переписи 1897 года действовали хлебозапасный магазин, винный магазин. В 1909 году 481 десятина земли, мельница.
В 1930 году организован колхоз имени С. М. Будённого, работали ветряная мельница, паровая мельница и кузница. Во время Великой Отечественной войны 24 ноября 1943 года оккупанты сожгли деревню и убили 54 жителя. 40 жителей погибли на фронтах Великой Отечественной войны. В 1962 году к деревне присоединён посёлок Ленина. В составе совхоза «Ботвиново» (центр — деревня Ботвиново).

## Население

### Численность
- 2004 год — 81 хозяйство, 102 жителя.

### Динамика
- 1858 год — 24 двора.
- 1880 год — 45 дворов, 260 жителей.
- 1897 год — 57 дворов, 444 жителя (согласно переписи).
- 1909 год — 103 двора, 644 жителя.
- 1940 год — 109 дворов.
- 1959 год — 314 жителей (согласно переписи).
- 2004 год — 81 хозяйство, 102 жителя.